# Idioma tuyuca
El tuyuca ―también llamado dochkafuara, dojkapuara, doxká-poárá, doka-poara, tejuca (/teyúka/), tuiuca o tuyuka― es un idioma tucano hablado por los tuyuca. Este grupo habita entre el estado brasileño de Amazonas y el departamento colombiano de Vaupés. El idioma tuiuca es hablado por unas 570 personas

## Descripción lingüística

### Fonología
Las consonantes en tuyuca son /p,t,k,b,d,ɡ,s,r,w,j,h/ y las vocales son /i,ɨ,u,e,a,o/, más la nasalización silábica y el acento fonético.

### Gramática
La lengua tuyuca es un idioma postposicional, aglutinante y con orden Sujeto Objeto Verbo. Uno de sus rasgos más peculiares es la evidencialidad obligatoria, esto es, el hablante debe referir con marcas gramaticales su conocimiento de la afirmación que realiza. Existen en tuyuca cinco paradigmas de evidencialidad: visual, no visual, aparente, hecho conocido de segunda mano y suposición. El paradigma de hecho conocido de segunda mano sólo se puede emplear en pasado y el paradigma de aparente no se emplea en la primera persona del presente.
Se estima que este idioma tiene entre 50 y 140 categorías nominales que agrupan a los sustantivos.
La evidencialidad y la gran cantidad de categorías nominales hicieron que el la revista británica The Economist la considerara como el idioma "más difícil del mundo".
(Obviamente desde un punto lingüístico científico esa afirmación no tiene sentido).